# REVOLUTION Software Kft.
A rEVOLUTIONE Software 1992-ben alapított magyar szoftvercég, elsősorban  pénzügyi-, ügyviteli- és vállalatirányítási (ERP) rendszereket fejleszt és forgalmaz.

## Történet
Az 1992-ben magyar tulajdonosi körrel alapított rEVOLUTION Software Kft. első számlázó programjával 1995-ben lépett a hazai piacra. A Számla ’95 elnevezésű szoftvert később a Számla No 1, majd a Számla No 2 fejlesztések követték, később megjelentek a SzámlaVarázsló, a SzámlaVarázsló Deluxe, a Házipénztár, Mérföldkő és az Abakusz elnevezésű programok. A rEVOLUTION Abakusz segítségével már komplett családi és pénzügyi nyilvántartásokat lehetett készíteni.
A 2007-es év fordulópont volt a cég történetében. A korábbi különálló szoftvereket összekapcsolták, és megszületett az egységesített, „dobozos” rEVOL Express moduláris számlázó és ügyviteli program, amelyet kifejezetten a mikro-és kisvállalkozások igényeihez igazítottak. A szoftver árának jelentős csökkentésével így már számos vállalkozás számára vált elérhetővé a gépi számlázás. Az újabb verziófrissítésekben finomították a programot, kijavították az esetleg előforduló hibákat és új funkciók kerültek a szoftverbe.
A rEVOLUTION Software minden vállalatméret számára kínál ügyviteli megoldást, legyen szó számlázásról, készletkezelésről, pénzügyek nyilvántartásáról, könyvelési folyamatok kezeléséről vagy ügyfélkapcsolatok ápolásáról. Ehhez a kisvállalati számlázó program megjelenését követően az Iroda ++ bevezetése volt a következő lépés. Az Iroda ++ egy kis- és középvállalkozások számára készített saját fejlesztésű ügyviteli-, pénzügyi- és könyvelő program, amely átláthatóvá és ellenőrizhetővé teszi a vállalkozások pénzügyi és ügyviteli folyamatait.
A közép- és nagyvállalatok igényeit a Microsoft Dynamics NAV vállalatirányítási rendszer szolgálja ki, amely a cég saját fejlesztésű Diagnosztika és REVNAV moduljaival egészíthető ki, a gördülékenyebb és hatékonyabb bevezetés érdekében. 2008-ban a rEVOLUTION Software Kft. megszerezte a Microsoft Gold Certified partneri címet, és ugyancsak ebben az évben bekerült a Microsoft Dynamics partnereinek felső öt százalékát tömörítő Presidents' Clubba is.
A rEVOLUTION Software 2014-ben egy teljesen új technológiai alapokra helyezett termékcsaláddal jelent meg a magyar ügyviteli- és vállalatirányítási rendszer piacon. A deep.erp vállalatirányítási rendszer a deep termékcsalád első, egyben zászlóshajó terméke. Néhány évvel később megjelent a deep.ügyvitel megoldás, mely főként kisvállalkozások számára nyújt ügyviteli moduláris rendszerben ügyviteli megoldást.
A Microsoft Dynamics NAV vállalatirányítási rendszer mellett a Microsoft Dynamics 365 Business Central terméke is felkerült a rEVOLUTION Software portfóliójába.
2024-től miko- és kisvállalatok részére egy új termékkel jelentek meg a piacon, az Expressz.ügyvitel megoldással, mely gyorsan bevezethető és költséghatékony megoldás.

## A rEVOLUTION programok
A rEVOLUTION Software Kft. által forgalmazott mindhárom programcsalád moduláris felépítésű, így rugalmasan alakítható az adott vállalkozás igényeihez.